# Aéroport de Nîmes–Garons
Ne doit pas être confondu avec Aérodrome de Nîmes Courbessac.
L'aéroport de Nîmes-Garons(code IATA : FNI • code OACI : LFTW) (baptisé en 2023 aéroport Nîmes-Grande Provence Méditerranée) est un aéroport du Sud de la France basé sur les communes de Nîmes et Saint-Gilles, à proximité du village de Garons dans le département du Gard.
Il appartient à la communauté d'agglomération de Nîmes Métropole. 
Il est destiné au trafic civil, ouvert au trafic national et international régulier ou irrégulier, ouvert aux avions privés et aux IFR et VFR. Ryanair est la compagnie principale qui opère sur cet aéroport. 
L'aéroport est connu pour sa base de la sécurité civile, son aérogare et ses sites industriels. 
L'aéroport est très souvent utilisé par Easyjet, Air France et Transavia profitant d'une grande piste déserte pour former leurs pilotes.

## Histoire

Ancien logo de l'aéroport de Nîmes dans les années 2000.

L'histoire de l'aéroport a commencé en 1931 lorsque l'État décida d'acheter des terrains pour construire un aérodrome. Par la suite[Quand ?], une aérogare voyageurs et un hangar de maintenance ont été construits.
Entre le 6 octobre 1961 et la fin des années 1990, la compagnie nationale intérieure Air Inter exploitait diverses rotations entre Paris et Nîmes via Clermont-Ferrand dans ses débuts puis directement par la suite.
En 1961, l'avion d'Air Inter faisait Paris - Clermont-Ferrand - Nîmes - Perpignan. 
C'est à la fin des années 1960 que la liaison Paris - Nîmes se faisait sans escale ou via Montpellier en Vickers Viscount. Des rotations vers Lyon ou Toulouse apparaissaient dans la même période. 
En 1966, la compagnie de transport de voyageurs et de véhicules "Cie Air Transport" effectuait des liaisons avec la Corse (Bastia et Ajaccio) en Bristol "Superfreighter" pouvant accueillir 3 véhicules (type Renault Dauphine/4L/R8, Peugeot 403/404, Citroën Ami 6/2cv/Ds19 ou Simca Arianne/900 à 1500) et 15 passagers. 
La liaison entre Nîmes et Toulouse se faisait en Viscount en juillet 1966, en Fokker 27-500 en novembre 1968. 
La liaison vers Orly se faisait en Caravelle en mai 1967. Une liaison vers Gérone et retour en Fokker 27 était mise en place en juin 1969.
En 1968, la chambre de commerce de Nîmes a su utiliser un ancien mas provençal et ses dépendances pour en faire une aérogare originale.
Au début des années 1970, la compagnie Europe Aero Service exploitait une ligne entre Perpignan et Nîmes.
Dans les années 1970, la liaison d'Air Inter entre Paris et Nîmes continuait vers Montpellier ou Perpignan.
En 1977, Air France ouvrait les lignes saisonnières Nîmes - Londres et Nîmes - Ajaccio qu'elle  renouvelait en 1978 en caravelle.
On peut noter la venue dans les années 1970 du célèbre Concorde d'Air France, et dans les années 2000 la fréquentation des Boeing 747 d'Air France afin de former les futurs pilotes. L'aéroport de Nîmes a aussi accueilli l'un des plus gros avion, l'Antonov 124 livrant un moteur pour Sabena Technics.
Début 1993 verra le premier coup de pioche d'une nouvelle aérogare pour un investissement de 50 millions de francs. Le trafic actuel est aux alentours des 350 000 passagers. Elle sera livrée fin 1994 disposant de 3 500 m2 pouvant accueillir 1 million de passagers contre 373 000 aujourd'hui.
En 1997, Air Service Vosges signait un contrat à long terme avec la société Perrier - Vittel pour le transport quotidien de personnels entre Epinal et Nîmes.
En 2000, la ligne vers Paris représente 224 324 passagers et celle de Londres, 44 181 passagers sur les 278 102 passagers annuels. 
Dès novembre 2000, Air France abandonne Orly pour Roissy sur la ligne Nîmes-Paris.
L'arrivée du TGV sur Nîmes en juin 2001 fait précipiter l'abandon d'Air France sur la ligne vers Paris.
En octobre 2001, Air Littoral reprend à Air France la ligne vers Paris à raison de 4 vols par jour en Fokker 70. Air Littoral desservira l'aéroport d'Orly- Ouest contrairement à Air France qui desservait l'aéroport de Roissy-Charles de Gaulle. 
La compagnie Ryanair s'implante à l'aéroport de Nîmes en 2002 et ouvre une ligne vers Londres-Stansted. 
Air Littoral suspend sa ligne vers Paris le 16 juillet 2003. 
En 2006, la CCI du Gard délègue la gestion de l'aéroport à Veolia (puis Veolia Transdev). 
Un Boeing 737-400 de New Axis Airways devait être basé à l’aéroport de Nîmes pour opérer à partir du 11 avril 2008, un réseau de 13 lignes vers Amsterdam, Nice, Athènes, Palma, Ibiza, Séville, Lisbonne, Tunis, Marrakech, Fès, Rabat, Bastia et Ajaccio commercialisé par la nouvelle compagnie régulière low-cost Eurociel, filiale aérienne de l'agence de voyages maritime montpelliéraine Euromer et de Véolia Transport, le récent gestionnaire de l'aéroport. Eurociel rajoute même un vol vers Beyrouth au Liban le mercredi. Malheureusement, au dernier moment, le projet capote et les vols seront commercialisés au départ de l'aéroport de Montpellier laissant sur le carreau les clients nîmois. 
En 2013, SNC-Lavalin obtient la délégation de service public pour une durée de 7 ans, à compter du 1er janvier 2013. La branche de l'entreprise gérant les aéroports est cédée à Edeis en décembre 2016.
En 2015, l'aéroport ouvre la cafétéria Maison Jules dans le hall d'accueil et la terrasse à l'entrée de l'aérogare.
En 2017, Ryanair rouvre la ligne vers Londres-Stansted et ouvre une ligne vers Marrakech. La même année la base des avions bombardiers d'eau de la Sécurité civile est transférée depuis l'aéroport Marseille-Provence.
D’ici mars 2023, une ligne en direction de Porto verra le jour avec une rotation hebdomadaire effectué par Ryanair.
Le vendredi 13 janvier 2023, Nîmes Métropole dévoile un nouveau logo et un nouveau nom « aéroport Nîmes-Grande Provence Méditerranée » pour développer le rayonnement de l'aéroport en associant au nom de la ville celui de deux marques internationalement reconnues.
En septembre 2024, la compagnie aérienne L’Odyssey, annonce ouvrir dès mai 2025 des lignes à destination d’Ajaccio, Bastia, Genève et Milan avec un ATR 72 de 70 places.
En décembre 2024, la compagnie aérienne L’Odyssey, ouvre la billetterie des lignes pour la saison estivale 2025, à destination d’Ajaccio, Bastia, Milan, Nice et Tours mais revient sur sa décision en mars 2025 et annule six d’entre elles en raison de l'augmentation la taxe TSBA (Taxe de solidarité sur les billets d’aviation) mise en place en mars. Les lignes n’étant plus viables économiquement, seule la liaison avec Ajaccio est maintenue au départ de Nîmes. À la suite de la rupture de la compagnie avec l'opérateur Edeis de l'aéroport, ces nouvelles lignes ne verront jamais le jour.

## Films et séries
On peut voir l'aéroport au début des années 1950 dans le film Le Salaire de la peur de Clouzot.
On peut également le voir en 1988 au début de l'épisode 3 de la série française "Les Chevaliers du ciel" (2e version) de Patrick Jamain, épisode nommé "Syracuse rouge", quand un Airbus A300 d'Air Inter atterrit sur la piste de Montpellier (en réalité Nîmes) et est obligé de remettre les gaz à la suite d'explosions de mines sur la piste,.
Aperçu de l'aéroport depuis la départementale D442A dans le film Pourvu que ça dure de Michel Thibaut tourné à Nîmes en 1995.

## L'aéroport aujourd'hui

### Infrastructures et équipements
L'aéroport dispose d'une piste en béton de 2 443 m.
Il dispose également d'un hangar fret (avec zone libre et sous douane), d'une capacité de traitement annuelle de 1 500 tonnes.
L'aérogare s'étend sur une surface de 4 260 m2, et a une capacité maximale annuelle de 800 000 passagers.
L'aérogare comprend une salle d'embarquement, un salon VIP ainsi qu'un snack-bar.
Un comptoir d'information Ryanair est ouvert uniquement lors des heures de vols.

### Accès
L'aéroport est accessible en transports en commun par la navette aéroport du réseau Tango.
L'aéroport dispose également d'une station de taxi. Il est par ailleurs situé à proximité immédiate de l'autoroute A54.

## Entreprises et écoles sur le site

### Entreprises et administration
• Sabena Technics est une entreprise de maintenance et de réparation sur avions civils et militaires. Elle effectue notamment la maintenance de toute la flotte avion de la Sécurité Civile (Dash 8, Canadair CL-415, Beechcraft 200). Cette industrie comporte un hangar de 11 000 m2 pouvant accueillir jusqu'à 2 gros avions (A330/B767) et 4 Canadair simultanément et un parking pour stocker des avions en fin de vie. Cette société possède l'habilitation de maintenance sur des avions Airbus (Airbus A320, Airbus A330, Airbus A330 MRTT), Boeing (Boeing 737, Boeing 767, Boeing KC-135 Stratotanker, Boeing C-135 Stratolifter) et Canadair (Canadair CL-215, Canadair CL-415). Historiquement, l'entreprise pouvait maintenir des Douglas DC-8, McDonnell Douglas DC-10, McDonnell Douglas MD80.
• AVdef (Acronyme de Aviation Défense Service) est une société créée en 1989 ou le siège social est basé sur l'aéroport de Garons. Cette entreprise possède aussi une base secondaire à Lorient en Bretagne sur la base aéronavale de Lorient-Lann Bihoué. Son rôle est d'effectuer des missions au profit des armées notamment : le remorquage de cibles, la plastron radar, la simulation de menace aérienne, l'entrainement au ravitaillement en vol. AvDef est également au service des industriels : vols d'essais, photo/vidéo systèmes aéroportés etc. La maintenance des aéronefs est également faite par AvDef. 
• SDTS, anciennement ARES, est une société militaire privé (SMP) qui, comme AVdef, effectue des missions au profit des armées. Grâce à leurs 8 Aermacchi MB-339CB, ils peuvent entraîner les pilotes des armées au combat Air-Air tout comme Air-Sol ou Air-Surface. 
• Sécurité Civile : l'aéroport de Nîmes est la base de la Sécurité Civile. D'un côté de la piste se trouve la Base Aérienne de la Sécurité Civile (B.A.S.C.) ou sont basés les Canadair CL-415, les Dash 8 Q400-MR et les Beechcraft 200 King Air pour la lutte contre les feux de forêts.
De l'autre côté de la piste est situé le Groupement d'Hélicoptères de la Sécurité Civile qui effectue la maintenance de tous les hélicoptères dragons de la Sécurité Civile et une partie des Choucas de la Gendarmerie Nationale (Eurocopter EC-145 et Airbus Helicopter H145). Ce lieu est aussi le pôle de formation des futurs pilotes, des mécanos ou encore des Mécaniciens Opérateurs de Bord (MOB).

### Écoles
• D'alzon/ Mistral : deux écoles nîmoises proposent des formations pour devenir mécanicien (formation B1, B2) et D'Alzon propose un BTS Aéronautique. Ces écoles possèdent un hangar avec de nombreux avions et hélicoptères ou les élèves peuvent appliquer et apprendre les cours.
• Mermoz Academy : est une école de pilotage qui s'est installée sur l'aéroport de Nîmes en 2023 et qui propose une formation de deux ans pour pouvoir obtenir son ATPL, la licence de pilote de ligne, ou devenir steward/hôtesse de l'air. 
• Icare Flight Academy : comme Mermoz Academy, cette école forme les futurs pilotes de ligne grâce à la formation ATPL. L'école propose aussi une formation pour avoir sa licence de Pilote PPL.
À la suite de la fermeture de l'ancienne base aéronavale de Nîmes-Garons en 2011, l'armée a récupéré des hangars et des terres sur la partie nord de l'aéroport afin d'y installer un régiment de l'Armée de Terre, le 503e régiment du train.

## Direction
- 2002-2019 : Lilian Bruguier
- 2019-2024 : Grégory Merelo[21]
- Depuis 2024 : Jérôme Nolesini.

## Galerie photographique

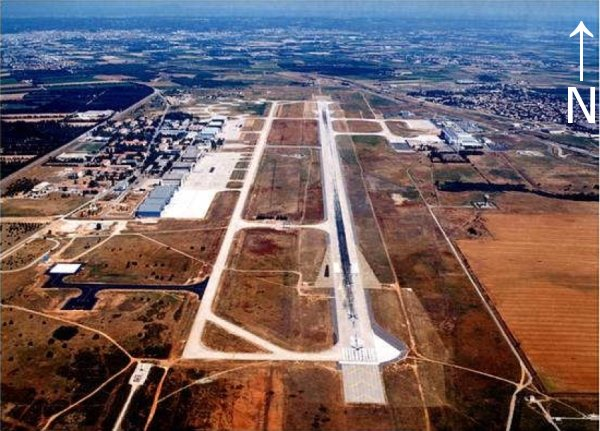
L’aéroport Nîmes-Garons en 2007 vu d'avion.
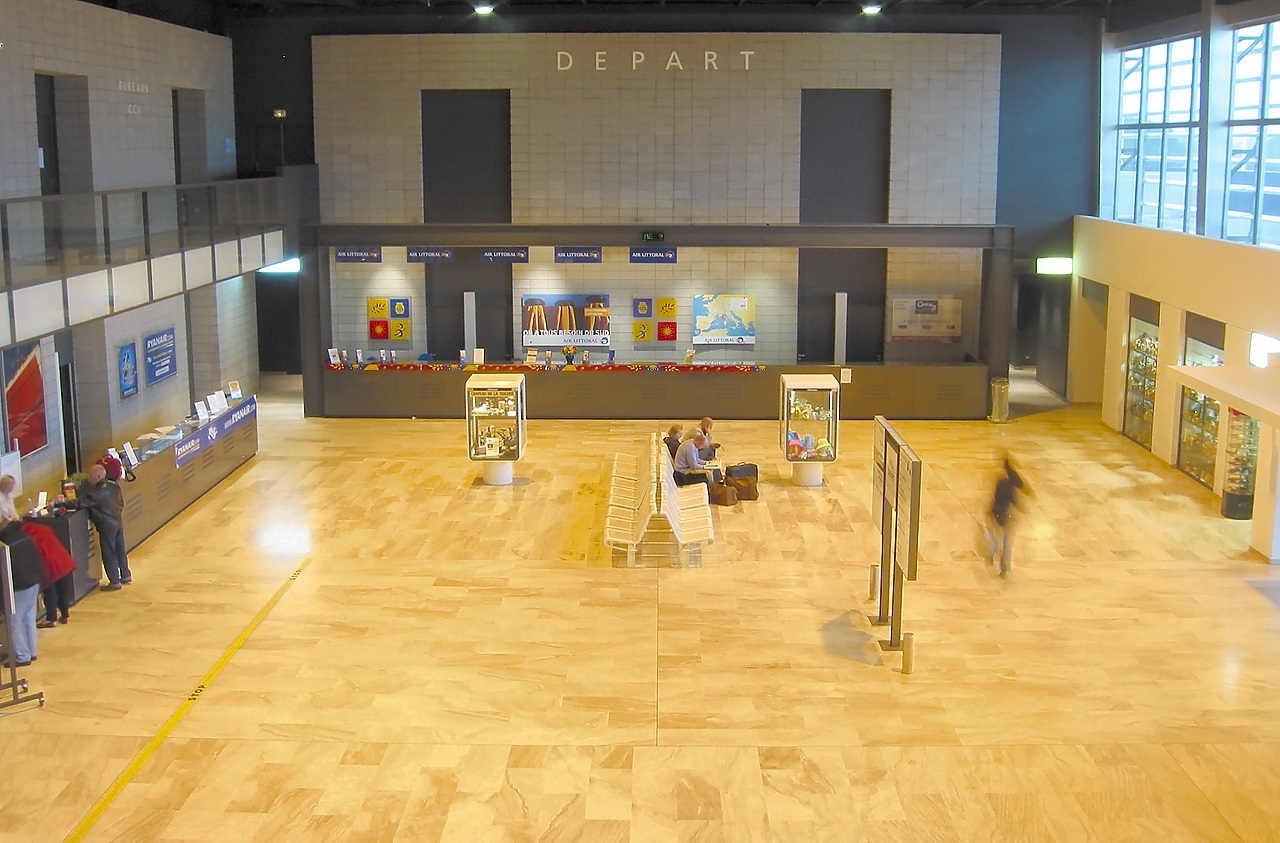
Le hall d'enregistrement en 2003.
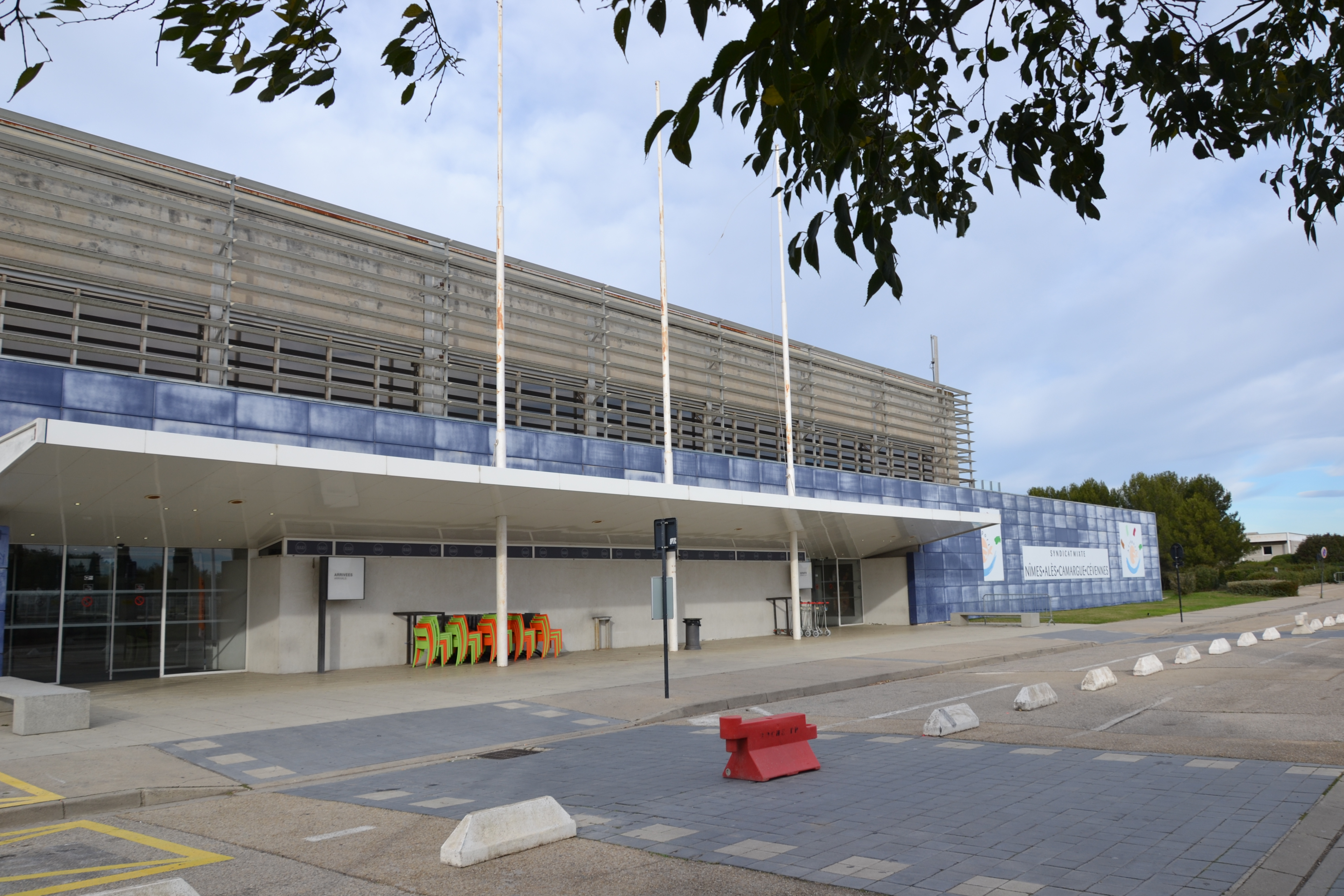
Aérogare de l'aéroport Nîmes-Garons.
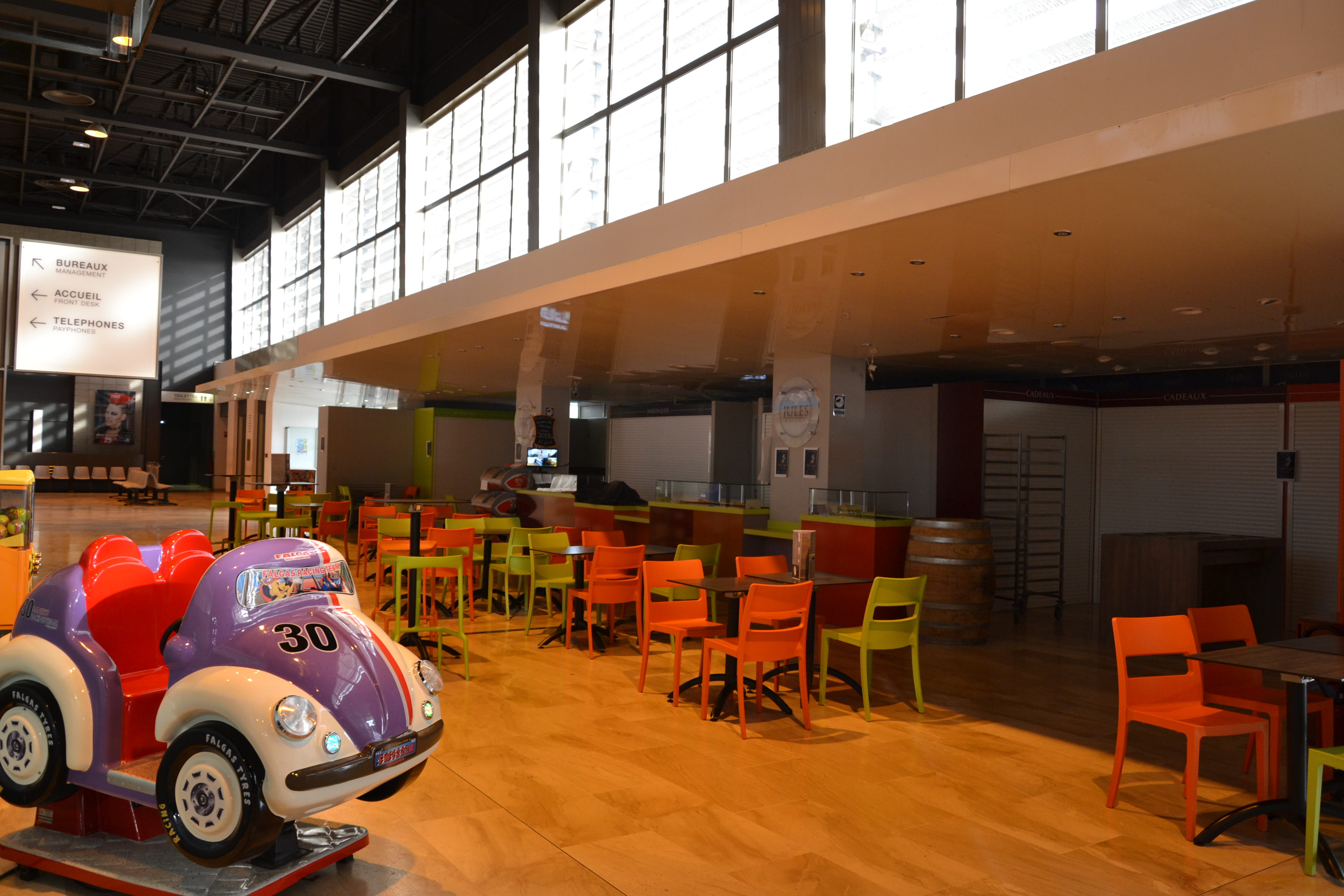
La brasserie dans le hall d'enregistrement.

## Compagnies aériennes et destinations
| Compagnies | Destinations |
| ---------- | --- |
| Ryanair    | Charleroi Bruxelles-Sud, Fès-Saïss, Marrakech-Ménara, Porto-F. Sá-Carneiro En saison : Dublin, Londres-Stansted |

Actualisé le 16/03/2025

## Statistiques
Le graphique qui aurait dû être présenté ici ne peut pas être affiché car il utilise l'ancienne extension Graph, désactivée pour des questions de sécurité. Des indications pour créer un nouveau graphique avec la nouvelle extension Chart sont disponibles ici.

Voir la requête brute et les sources sur Wikidata.

Le tableau ci-dessous récapitule l'évolution du trafic ces dernières années.
| Évolution du trafic | Évolution du trafic | Évolution du trafic | Évolution du trafic | Évolution du trafic | Évolution du trafic | Évolution du trafic | Évolution du trafic | Évolution du trafic | Évolution du trafic | Évolution du trafic |
| Année               | National            | International       | Transit             | dont Low Cost       | TOTAL               | Évolution           | Fret                | Variation           | Mouvements          | Variation           |
| ------------------- | ------------------- | ------------------- | ------------------- | ------------------- | ------------------- | ------------------- | ------------------- | ------------------- | ------------------- | ------------------- |
| 1997                | 262 443             | 2 832               | 184                 | 0                   | 265 459             |                     | 624                 |                     |                     |                     |
| 1998                | 248 801             | 2 704               | 829                 | 0                   | 252 334             | -4,90 %             | 487                 | - 22,00 %           |                     |                     |
| 1999                | 289 246             | 4 052               | 3 852               | 0                   | 297 150             | +17,76 %            | 394                 | - 19,10 %           |                     |                     |
| 2000                | 228 278             | 48 949              | 294                 | 0                   | 277 521             | -6,61 %             | 206                 | - 47,72 %           | 12 115              |                     |
| 2001                | 161 726             | 157 579             | 73                  | 0                   | 319 378             | 15,08 %             | 624                 | +37,86 %            | 11 915              | - 1,65 %            |
| 2002                | 76 450              | 154 136             | 536                 | 0                   | 231 122             | -27,63 %            | 0                   | -100,00 %           | 14 474              | + 21,48 %           |
| 2003                | 32 575              | 101 707             | 162                 | 0                   | 134 444             | -41,83 %            | 48                  | 0,00 %              | 12 536              | - 13,39 %           |
| 2004                | 1 995               | 154 161             | 425                 | 146 006             | 156 581             | +16,47 %            | 12                  | -75,00 %            | 11 715              | - 6,55 %            |
| 2005                | 1 704               | 204 205             | 219                 | 202 416             | 206 128             | +31,64 %            | 11                  | -8,33 %             | 12 811              | + 9,36 %            |
| 2006                | 1 475               | 225 189             | 223                 | 224 372             | 226 887             | +10,07 %            | 1                   | -90,91 %            | 10 581              | - 17,41 %           |
| 2007                | 499                 | 225 188             | 14                  | 224 153             | 225 701             | -0,52 %             | 0                   | -100,00 %           | 11 216              | + 6,00 %            |
| 2008                | 1 549               | 222 895             | 14                  | 221 526             | 224 458             | -0,55 %             | 0                   | 0,00 %              | 13 640              | + 21,61 %           |
| 2009                | 1 630               | 179 825             | 1 412               | 178 558             | 182 867             | -18,53 %            | 0                   | 0,00 %              | 11 713              | - 14,13 %           |
| 2010                | 2 079               | 177 854             | 94                  | 176 381             | 180 027             | -155 %              | 12                  | 0,00 %              | 10 865              | - 7,24 %            |
| 2011                | 1 088               | 191 086             | 300                 | 186 435             | 192 474             | +6,91 %             | 8                   | -33,33 %            | 14 793              | + 36,15 %           |
| 2012                | 1 266               | 183 580             | 4                   | 180 728             | 184 850             | -3,96 %             | 0                   | -100,00 %           | 17 179              | + 16,13 %           |
| 2013                | 982                 | 194 172             | 165                 | 192 988             | 195 319             | +5,66 %             | 4                   | 0,00 %              | 17 228              | + 0,29 %            |
| 2014                | 989                 | 206 537             | 7                   | 206 030             | 207 533             | +6,25 %             | 0                   | -100,00 %           | 17 309              | + 0,47 %            |
| 2015                | 1 323               | 204 831             | 8                   | 202 179             | 206 162             | -0,66 %             | 0                   | 0,00 %              | 19 951              | + 15,26 %           |
| 2016                | 636                 | 212 364             | 5                   | 210 693             | 213 005             | + 3,3 %             | 0                   | 0,00 %              | 20 284              | + 1,7 %             |
| 2017                | 855                 | 215 477             | 9                   | 214 481             | 216 341             | + 1,6 %             | 0                   | 0,00 %              | 25 353              | + 25 %              |
| 2018                | 1 779               | 234 808             | 44                  | 233 734             | 236 631             | + 9,4 %             | 0                   | 0,00 %              | 22 763              | ▼ −10,22 %          |
| 2019                | 2 528               | 228 324             | 179                 | 227 854             | 231 031             | ▼ −2,37 %           | 0                   | 0,00 %              | 29 539              | ▲ +29,77 %          |
| 2020                | 1 605               | 56 050              | 169                 | 55 815              | 57 824              | ▼ −74,97 %          | 0                   | 0,00 %              | 20 759              | ▼ −29,72 %          |
| 2021                | 2 164               | 68 043              | 177                 | 66 397              | 70 384              | ▲ +21,72 %          | 0                   | 0,00 %              | 22 221              | ▲ +7,04 %           |
| 2022                | 1 566               | 183 640             | 36                  | 182 066             | 185 242             | ▲ +163,19 %         | 1                   | 100 %               | 20 825              | ▼ −6,28 %           |
| 2023                | 1 004               | 251 259             | 25                  | 128 593             | 252 288             | ▲ +36,19 %          | 0                   | 0,00 %              | 24 585              | ▲ +18,06 %          |
| 2024                | 1 434               | 257 620             | 0                   | 257 620             | 259 054             | ▲ +2,68 %           | 0                   | 0,00 %              | 28 175              | ▲ +14,6 %           |

## Relation commerciale avec la compagnie Ryanair
Ryanair est une des principales compagnies aériennes « low cost » opérant à l'aéroport de Nîmes.
Air France-KLM estime qu’environ 9 € de subvention par passager ont été accordés à Ryanair pour ses opérations sur cette plate-forme, soit environ 4 millions d’euros entre 2000 et 2006. Cependant, un rapport de la chambre régionale des comptes précise que « Pour maintenir des prix de vente bas, Ryanair exerce une pression forte sur les aéroports qu’elle dessert en leur demandant un coût par passager sortant inférieur à 12 €. » À la suite d'une plainte déposée par Air France-KLM à Bruxelles, Ryanair a été condamné le 23 juillet 2014 à rembourser les subventions illicites, qui s'élèvent à 6,4 millions d'euros pour ce qui concerne l'aéroport de Nîmes. Un an plus tard, c'est l'État français qui est traduit devant la Cour Européenne de Justice pour ne pas encore avoir récupéré ces aides illicites.
La CRC ajoute qu'elle n'est pas certaine de la valeur juridique des relations commerciales entre Ryanair et la CCI gestionnaire de l'aéroport de Nîmes. « Au-delà de leur ampleur, la chambre régionale des comptes s'interroge sur la valeur juridique des engagements de la CCI, en droit interne comme en droit communautaire. » L'irrégularité est aussi notable pour les contrats passés avec la filière de Ryanair « Marketing airport service » comme le souligne encore le rapport : « Néanmoins, la chambre régionale des comptes souligne l'irrégularité de ce dispositif. Au surplus, ces deux contrats sont rédigés exclusivement en langue anglaise, sans version française pourtant prévue, et alors même que les prestations sont réalisées en France. »

## Situation géographique
| \| 20 km1:2 341 000 \| Albi · Le Sequestre Montauban Millau · Larzac Cassagnes · Bégonhès Villefranche-de-Rouergue Mende · Brenoux Nogaro Condom · Valence-sur-Baïse Cahors · Lalbenque Figeac · Livernon Lasbordes Muret-Lherm · Saint-Gaudens · Montréjeau Bagnères · de-Luchon Pamiers · Les Pujols Saint-Girons · Antichan Castelnaudary · Villeneuve Lézignan · Corbières Alès · Cévennes Toulouse · Blagnac Francazal · Auch · Gers Castres · Mazamet Rodez · Aveyron Tarbes · Lourdes · Pyrénées Brive · Souillac Carcassonne · Salvaza Montpellier · Méditerranée Béziers · Cap d'Agde Nîmes · Garons Perpignan · Rivesaltes |
| 20 km1:2 341 000 |